# دهاهنه
دهاهنه (به عربی: الدهاهنة) یک شهرداری در الجزایر است که در استان مسیله واقع شده‌است. دهاهنه ۶٬۴۱۱ نفر جمعیت دارد.